# لوئیجی باتسلا
لوئیجی باتسلا (ایتالیایی: Luigi Batzella؛ ۱۹۲۴ – ۲۰۰۸) کارگردان فیلم، بازیگر، فیلم‌نامه‌نویس و تدوین‌گر اهل ایتالیا بود.
از فیلم‌ها یا مجموعه‌های تلویزیونی که وی در آن‌ها نقش داشته‌است، می‌توان به هیولای پُرشهوت، خالهٔ مونیکا، شب عروسی شیطان، ، برهنه برای شیطان و آخرین اسلحه اشاره نمود.